# Référendums irlandais de 1992
Quatre référendums ont lieu en Irlande en 1992 afin de modifier la Constitution :
- le 18 juin 1992 sur la ratification du traité de Maastricht ;
- le 25 novembre 1992 sur l'avortement :
  - l'exclusion du suicide ;
  - le droit de voyager pour obtenir un avortement ;
  - le droit à l'information.